# El comptable
El comptable (originalment en anglès, The Accountant) és una pel·lícula de thriller d'acció dirigida per Gavin O'Connor, escrita per Bill Dubuque i protagonitzada per Ben Affleck, Anna Kendrick, JK Simmons, Jon Bernthal, Cynthia Addai-Robinson, Jeffrey Tambor i John Lithgow. La història segueix el personatge de Christian Wolff, un comptable públic amb autisme d'alt funcionament que es guanya la vida com a comptable d'organitzacions criminals i terroristes d'arreu del món que estan patint malversació interna.
El comptable es va projectar a Los Angeles el 10 d'octubre de 2016 i va ser estrenada als Estats Units per Warner Bros. Imatges el 14 d'octubre de 2016. Va rebre crítiques diverses i elogis per les seqüències d'acció amb pencak silat, un artista marcial indonesi. La pel·lícula va recaptar 155 milions de dòlars a tot el món. El 26 de desembre de 2019 es va estrenar el doblatge en català a TV3.

## Repartiment
- Ben Affleck com a Christian "Chris" Wolff
  - Seth Lee com al jove Chris
- Anna Kendrick com a Dana Cummings
- J. K. Simmons com a Raymond "Ray" King
- Jon Bernthal com a Braxton
  - Jake Presley com al jove Braxton
- Cynthia Addai-Robinson com a Marybeth Medina
- Jeffrey Tambor com a Francis Silverberg
- John Lithgow com a Lamar Blackburn
- Jean Smart com a Rita Blackburn
- Andy Umberger com a Ed Chilton
- Alison Wright com a Justine
  - Izzy Fenech com a la jove Justine
- Robert C. Treveiler com al pare d'en Chris/El Coronel
- Mary Kraft com a la mare d'en Chris
- Gary Basaraba com a Don
- Fernando Chien com a Sorkis